# 朗読屋
『朗読屋』（ろうどくや）は、山口発地域ドラマとしてNHK BSプレミアムにて2017年1月18日の22:00 - 22:59に放送された日本のテレビドラマ。荻上直子作。山口出身の詩人・中原中也の詩を中心に、詩の朗読に山口の美しい風景を絡めてファンタジックで心温まる物語として描く。主演は吉岡秀隆。
同年4月22日にNHK BSプレミアムにて再放送された。また、東京ドラマアウォード2017にてローカル・ドラマ賞を受賞し、同年11月23日にNHK BSプレミアムにて、12月10日にNHK総合にて再放送された。

## あらすじ
突然妻が去り仕事も失って無気力な日々を過ごす主人公・西園寺マモルは、元妻からの突然の電話の会話で「24時間図書館」の存在を知り、眠れぬまま夜の町を探し回り訪ね当てる。そこで出会った司書の沢田ひとみの紹介で、孤島の洋館に暮らす浮き世離れした老婦人・小笠原玲子のもとに「朗読屋」として仕えるようになる。玲子の世話役の早川や漁師の倉田から詩の朗読について叱咤激励を受けつつ、玲子に中原中也の詩を朗読する穏やかな時間を過ごす。ある日マモルは「24時間図書館」の忘れ物に見覚えのある元妻の手帳を見つけ、そこに記された元妻の思いを知って、閉ざしていた心の扉が開き感情が溢れだす。

## 登場人物
西園寺 マモル
演 - 吉岡秀隆
主人公。
沢田 ひとみ
演 - 吉岡里帆
24時間図書館の司書。
小笠原 玲子
演 - 市原悦子
中原中也の詩を愛する老婦人。
早川
演 - 緒川たまき
玲子の世話役。ひとみの叔母。
サユリ
演 - 富岡英里子
マモルの元妻。
緑
演 - 市川実日子
サユリの妹。
角田
演 - 前野朋哉
マモルの同僚。
倉田
演 - 山下真司
須佐の漁師・船頭。

## スタッフ
- 作 - 荻上直子
- 音楽 - 光田康典
- 撮影協力 - 山口県、萩市、中原中也記念館、萩市須佐総合事務所、山口大学
- 演出 - 関友太郎（NHK山口放送局）
- 制作統括 - 中野信子（NHK山口放送局）
- 制作・著作 - NHK山口放送局

## 関連番組
- プレミアムトーク 中原中也と「朗読屋」（2017年1月18日 8:30 - 8:58、NHK BSプレミアム）
出演 - 荻上直子、中原豊（中原中也記念館館長）、田中秀喜
- 山口発地域ドラマ 放送直前スペシャル! 「中原中也と“朗読屋”〜ことばの源流を訪ねて〜」（2017年1月18日 15:10 - 15:53、NHK BSプレミアム）
出演 - カニエ・ナハ、緒川たまき

## ロケ地
- 萩市須佐図書館「まなぼう館」[3]
山口県須佐町に全国初の24時間図書館として1998年2月に開館した公立図書館[4]。
- 山陽小野田市「小野田セメント　山手倶楽部」（近代化産業遺産)[5][6]

## 受賞
- 東京ドラマアウォード2017 ローカル・ドラマ賞[7]